# Nowiełła Matwiejewa
Nowiełła Nikołajewna Matwiejewa, ros. Новелла Николаевна Матвеева (ur. 7 października 1934 w Dietskim Siele w obwodzie leningradzkim, zm. 4 września 2016 w obwodzie moskiewskim) – rosyjska pieśniarka, pisarka, poetka, scenarzystka, autorka sztuk teatralnych, literaturoznawczyni. 
Pochodziła z rodziny inteligenckiej. Jej ojciec – Nikołaj Nikołajewicz Matwiejew-Bodry (1890-1979) – z zawodu był geografem i historykiem, specjalizującym się w badaniach etnograficznych Dalekiego Wschodu, członkiem Wszechzwiązkowego Towarzystwa Geograficznego; matka – Nadieżda Timofiejewa Matwiejewa-Orleniewa – była poetką; dziadek Nowiełły – Nikołaj Pietrowicz Matwiejew-Amurski (1866-1941) – także był poetą, jak również pisarzem i wydawcą, autorem Krótkiego historycznego zarysu Władywostoku (ros. Краткий исторический очерк Владивостока, 1910).
W 1998 roku została uhonorowana Nagrodą Puszkina, a w 2002 za tomik poezji Żasmin otrzymała Państwową Nagrodę Federacji Rosyjskiej w dziedzinie literatury i sztuki.

## Wybrana twórczość (literatura)
- Łastoczkina szkoła (Ласточкина школа; 1973)
- Rieka (Река; 1978)
- Zakon piesien (Закон песен; 1983)
- Strana priboja (Страна прибоя; 1983)
- Kroliczja dieriewnija (Кроличья деревня; 1984)
- Izbrannoje  (Избранное; 1986)
- Chwała rabotie (Хвала работе; 1987)
- Nierastrożymyj krug (Нерасторжимый круг; 1991)
- Miełodija dla gitary (Мелодия для гитары; 1998)
- Kassieta snow (Кассета снов; 1998)
- Sonety (Сонеты; 1999)
- Karawan (Караван; 2000)
- Żasmin (Жасмин; 2001)